# دانيال إيتيم إيفيونغ
دانيال إيتيم إيفيونغ (بالإنجليزية: Daniel Etim Effiong)‏، هُو ممثل ومخرج أفلام نيجيري.

## وصلات خارجية
- دانيال إيتيم إيفيونغ على موقع IMDb (الإنجليزية)